# Sadnecessary
 (décembre 2021).
Albums de Milky Chance
Blossom
(2017)
Singles
1. Stolen Dance
Sortie : 9 décembre 2013
2. Down by the River
Sortie : 21 avril 2014

Sadnecessary est le premier album du groupe allemand Milky Chance, sorti en mai 2014 en France.

## Liste des titres
| No  | Titre                     | Durée |
| --- | ------------------------- | ----- |
| 1.  | Stunner                   | 4:50  |
| 2.  | Flashed Junk Mind         | 4:24  |
| 3.  | Becoming                  | 2:26  |
| 4.  | Running                   | 4:30  |
| 5.  | Feathery (slow version)   | 3:18  |
| 6.  | Indigo                    | 1:28  |
| 7.  | Sadnecessary              | 5:00  |
| 8.  | Down by the River         | 4:03  |
| 9.  | Sweet Sun                 | 4:36  |
| 10. | Fairytale                 | 4:18  |
| 11. | Stolen Dance              | 5:15  |
| 12. | Loveland (studio version) | 3:38  |
| 13. | Feathery (bonus track)    | 4:26  |
| 14. | Loveland (bonus track)    | 4:00  |

## Classements hebdomadaires
| Classement (2013–14)         | Meilleure position |
| ---------------------------- | ------------------ |
| Allemagne (Media Control AG) | 14                 |
| Autriche (Ö3 Austria Top 40) | 23                 |
| Belgique (Flandre Ultratop)  | 43                 |
| Belgique (Wallonie Ultratop) | 33                 |
| France (SNEP)                | 5                  |
| Suisse (Schweizer Hitparade) | 14                 |
| Norvège (VG-lista)           | 36                 |